# Чемпионат мира по волейболу среди женщин 2018 — квалификация
Отборочный турнир 18-го чемпионата мира по волейболу среди женщин проходил с 23 мая 2016 по 15 октября 2017 года. Разыгрывались 22 путёвки на мировое первенство. Первоначально к участию подали заявки 137 национальных федераций. После ряда отказов и дозаявок количество участвующих команд составило 115. Отборочный турнир проводится в рамках пяти континентальных конфедераций. От квалификации освобождены команды Японии (страна-организатор) и США (действующий чемпион мира).

## Квалифицировавшиеся команды
в скобках — дата квалификации
 Япония (25.08.2014) — команда страны-организатора
 США (12.10.2014) — действующий чемпион мира
Европа (8 мест)
- Сербия (28.05.2017)
- Азербайджан (3.06.2017)
- Россия (3.06.2017)
- Турция (4.06.2017)
- Германия (4.06.2017)
- Италия (4.06.2017)
- Нидерланды (26.08.2017)
- Болгария (26.08.2017)

Азия (4 места)
- Китай (24.09.2017)
- Казахстан (24.09.2017)
- Южная Корея (24.09.2017)
- Таиланд (24.09.2017)

Северная, Центральная Америка и Карибский бассейн (6 мест)
- Куба (29.09.2017)
- Канада (29.09.2017)
- Доминиканская Республика (14.10.2017)
- Пуэрто-Рико (14.10.2017)
- Мексика (14.10.2017)
- Тринидад и Тобаго (14.10.2017)

Южная Америка (2 места)
- Бразилия (19.08.2017)
- Аргентина (15.10.2017)

Африка (2 места)
- Камерун (13.10.2017)
- Кения (13.10.2017)

## Квалификация

### Европа (CEV)
Команды-участницы (42)
| - Австрия - Азербайджан - Беларусь - Бельгия - Болгария - Босния и Герцеговина - Венгрия - Германия - Греция - Грузия - Дания - Израиль - Ирландия - Исландия | - Испания - Италия - Кипр - Косово - Латвия - Лихтенштейн - Люксембург - Нидерланды - Норвегия - Польша - Португалия - Россия - Румыния - Северная Ирландия | - Сербия - Словакия - Словения - Турция - Украина - Фарерские острова - Финляндия - Франция - Хорватия - Черногория - Чехия - Швейцария - Шотландия - Эстония |

### Азия (AVC)
Команды-участницы (12)
| - Австралия - Вьетнам - Иран - Казахстан | - Китай - КНДР - Мальдивская Республика - Непал | - Таиланд - Тайвань - Фиджи - Южная Корея |

От участия отказались первоначально заявленные  Бангладеш,  Индия,  Узбекистан,  Макао,  Новая Зеландия и  Тонга.

### Северная, Центральная Америка и Карибский бассейн (NORCECA)
Команды-участницы (37)
| - Американские Виргинские острова - Ангилья - Антигуа и Барбуда - Аруба - Багамские Острова - Барбадос - Бермудские острова - Бонайре - Британские Виргинские острова - Республика Гаити - Гваделупа - Гватемала - Гондурас | - Гренада - Доминика - Доминиканская Республика - Каймановы острова - Канада - Коста-Рика - Куба - Кюрасао - Мартиника - Мексика - Никарагуа - Панама - Пуэрто-Рико | - Саба - Сальвадор - Сент-Люсия - Сен-Мартен - Сент-Винсент и Гренадины - Сент-Китс и Невис - Синт-Мартен - Синт-Эстатиус - Суринам - Теркс и Кайкос - Тринидад и Тобаго - Ямайка |

От участия отказались первоначально заявленные  Монтсеррат и  Белиз.

### Южная Америка (CSV)
Команды-участницы (6)
| - Аргентина - Бразилия - Венесуэла - Колумбия | - Перу - Уругвай - Чили |

От участия отказался первоначально заявленный  Парагвай.

### Африка (CAVB)
Команды-участницы (21)
| - Алжир - Ботсвана - Гана - Египет - Кабо-Верде - Камерун | - Кения - ДР Конго - Кот-д’Ивуар - Мозамбик - Нигерия | - Руанда - Свазиленд - Сенегал - Тунис - Уганда |

От участия отказались первоначально заявленные  Бурунди,  Габон,  Гамбия,  Зимбабве,  Лесото,  Маврикий,  Мадагаскар,  Малави,  Намибия,  Нигер,  Сейшельские Острова,  Судан,  Танзания.